# Biblioteca Diocesana e della Cattedrale di Colonia
La Biblioteca arcivescovile e cattedrale di Colonia, unita alla Biblioteca di Sant'Alberto Magno, è la biblioteca centrale dell'arcidiocesi di Colonia e una delle più grandi biblioteche teologiche dell'area di lingua tedesca. Le loro origini risalgono fino al VI/VII secolo. La biblioteca è membro dell'Associazione delle biblioteche di Colonia . Dal 1º giugno 2016 Marcus Stark è direttore della biblioteca, succedendo a Heinz Finger, che dal 2001 era a capo della biblioteca dell'Università filosofico-teologica Sankt Georgen di Francoforte sul Meno.

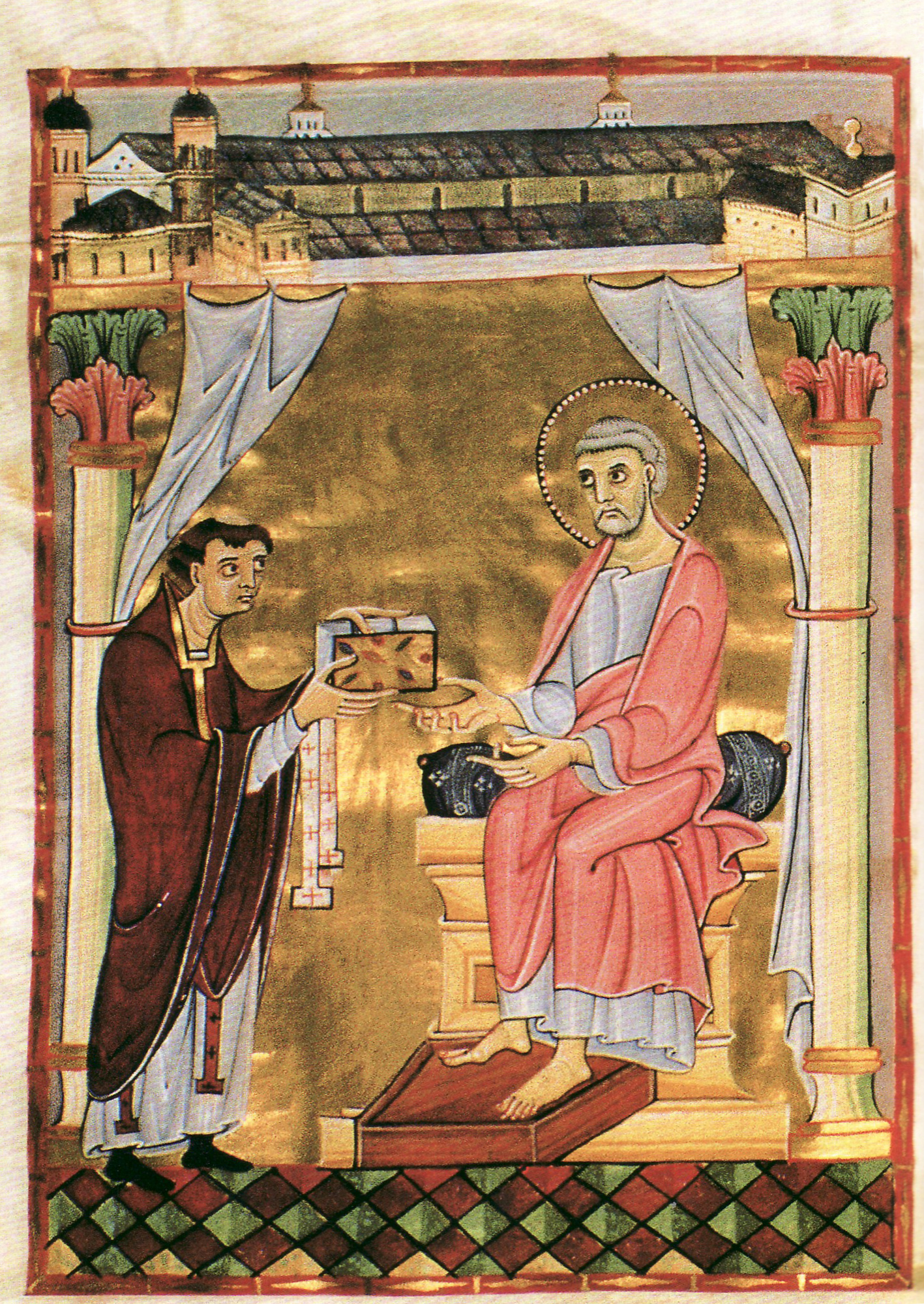
Numerosi canonici donarono manoscritti. Ad esempio, nell'XI secolo il canonico Hillinus donò l'Evangeliario che oggi porta il suo nome.

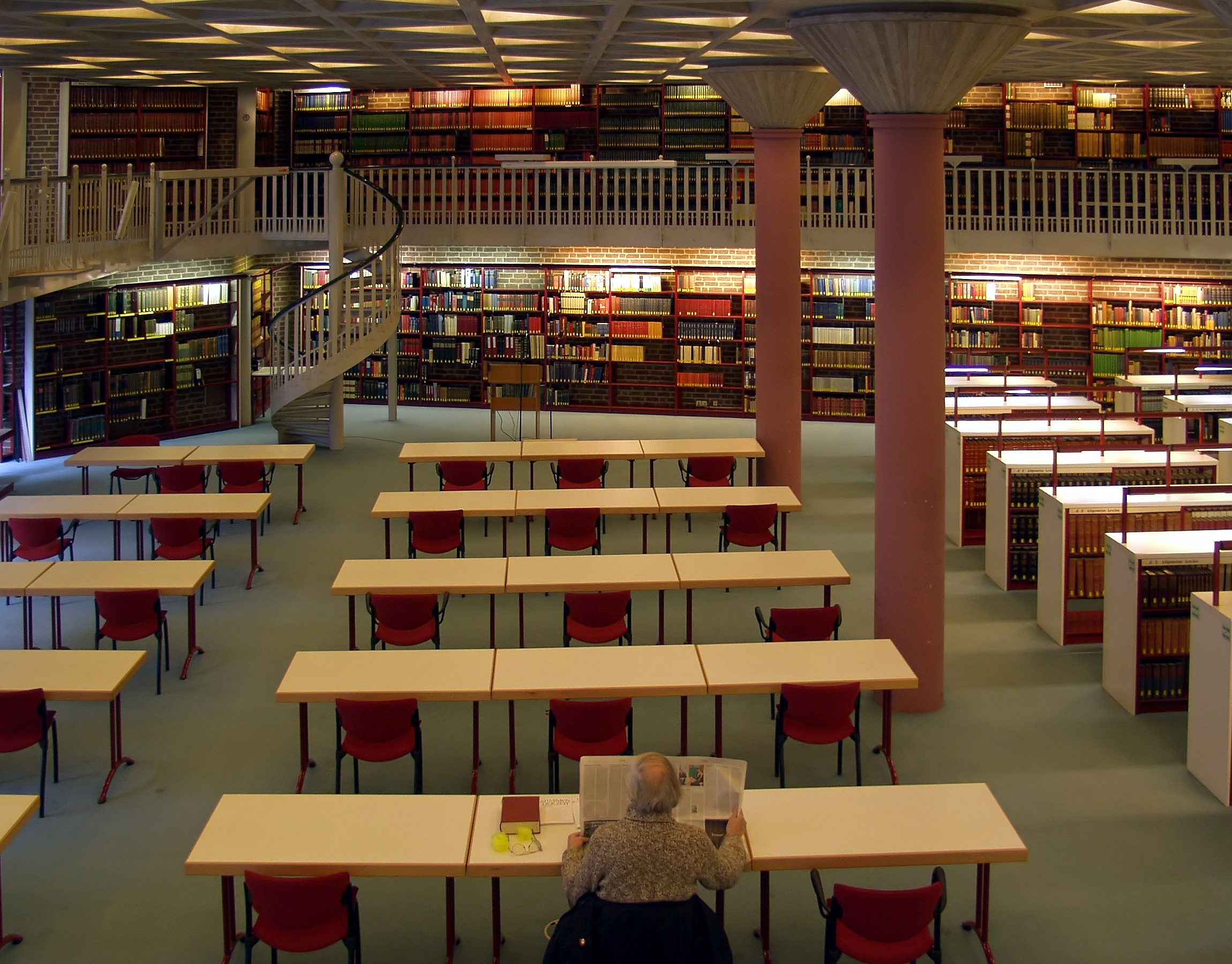
Sala lettura della Biblioteca Diocesana e della Cattedrale (2009)

## Biblioteca della Cattedrale
La collezione della Biblioteca arcivescovile diocesana - Biblioteca della cattedrale prende origine dal fondo di manoscritti dell'arcivescovo Ildebaldo († 818). Il catalogo più antico risale all'833 e elenca 175 libri, di cui 35 ancora disponibili: un importante tesoro della chiesa. Il libro più antico della biblioteca della cattedrale risale al 590/604. In 12 manoscritti conservati a Colonia, l'arcivescovo Ildebaldo compare nella nota di possesso e produzione: Codex sub Pio Patre Hildebaldo scriptus .
La Biblioteca della cattedrale di Colonia era la biblioteca della chiesa vescovile e dei canonici ed è considerata la più importante di tutte le biblioteche di cattedrale sopravvissute fino ai giorni nostri. Nel Medioevo, il capitolo della cattedrale fu l'unico proprietario della biblioteca. Numerosi canonici donarono manoscritti; ad esempio, nell'XI secolo il canonico Hillinus fece scrivere l'Evangeliario di Hillinus, che ora porta il suo nome, con un'immagine della Cattedrale Vecchia. Nel 1794, 200 dei manoscritti più preziosi furono salvati dall'esercito rivoluzionario francese e portati ad Arnsberg insieme al Santuario dell'Epifania. Altre parti della biblioteca trovarono rifugio in varie località. Solo nel 1867 il capitolo della cattedrale ricevette la sua biblioteca dallo stato prussiano.

## Biblioteca diocesana
La Biblioteca diocesana arcivescovile è nata dalla biblioteca dell'antico seminario di Colonia, fondato nel 1615. Dopo la sua chiusura, la maggior parte del patrimonio andò perduto e solo una piccola parte rimase alla Biblioteca diocesana, che fu ricostituita nel 1738. La base era la collezione di libri del fondatore, il balivo elettore di Colonia Johann Jakob von Broich, che aveva acquisito dall'eredità dell'abate Jean-Paul Bignon, segretario e bibliotecario di Luigi XIV.
I manoscritti della biblioteca diocesana erano principalmente manoscritti tardo medievali, ma anche opere altomedievali come un evangeliario dell'XI secolo del monastero di Mariengraden. Ciò che colpisce è la ricchezza di libri corali di importanza storico-artistica, come ad esempio il “Valkenburg-Graduale”. La collezione della biblioteca poi si sviluppò soprattutto attraverso donazioni, lasciti o assorbimento di biblioteche parrocchiali disciolte. La biblioteca diocesana conteneva principalmente letteratura teologica di diversi tempi e discipline, opere di origine storica e politica dei secoli XVIII e XIX. opere di altre discipline umanistiche. Nel 1835 fu aggiunta l'imponente collezione di 14.000 volumi dell'arcivescovo di Colonia August Ferdinand Graf Spiegel. Copre tutte le aree scientifiche ed è ora in ordine chiuso nel Maternushaus.

## Biblioteca Diocesana e della Cattedrale Arcivescovile
La gestione e l'organizzazione della Biblioteca diocesana e della Biblioteca della Cattedrale sono unite dal 1930. La biblioteca della cattedrale è stata integrata nella biblioteca diocesana come prestito permanente dal Capitolo della cattedrale di Colonia. Da allora il nome ufficiale della biblioteca è Biblioteca Diocesana e della cattedrale di Colonia. L'edificio barocco della biblioteca in Marzellenstrasse fu completamente distrutto verso la fine della seconda guerra mondiale, ma il patrimonio fu trasferito per tempo. Nel 1957 venne nuovamente collocato in un nuovo edificio in Gereonstrasse. Nel 1983 ha potuto essere trasferito nelle spaziose stanze del Maternushaus.
La Biblioteca diocesana e della cattedrale di Colonia è oggi una delle più grandi biblioteche teologiche dell'area di lingua tedesca, con un inventario di 400.000 volumi, 800 manoscritti e 430 incunaboli, nonché 1.500 periodici correnti. Il focus tecnico della collezione di libri si concentra sui settori della teologia cattolica, dell'educazione religiosa, della filosofia, nonché della storia della chiesa renana e della storia dell'arte.

## Codices Electronici Ecclesiae Coloniensis
Nel settembre 2000 la Biblioteca diocesana e la Cattedra di elaborazione delle informazioni storico-culturali dell'Università di Colonia hanno avviato la creazione di una “Biblioteca digitale dei manoscritti di Colonia (Digitalen Handschriftenbibliothek Köln)” nell'ambito del progetto Codices Electronici Ecclesiae Coloniensis CEEC della Fondazione tedesca per la ricerca .
Nell'ambito del progetto CEEC sono stati digitalizzati i codici medievali della Biblioteca diocesana e della cattedrale di Colonia. Ciò ha reso la Biblioteca la prima biblioteca al mondo a digitalizzare completamente il proprio patrimonio di manoscritti medievali e a renderlo disponibile al pubblico come “biblioteca digitale”. L'intero inventario dei manoscritti medievali con 394 codici (140.231 pagine) è stato digitalizzato secondo standard elevati e incorporato in un sistema di catalogazione. Ove possibile, anche la letteratura secondaria è stata integrata digitalmente.

## Pubblicazioni
- Collana editoriale, fondata nel 2002: Libelli Rhenani. Schriften der Erzbischöflichen Diözesan- und Dombibliothek zur rheinischen Kirchen- und Landesgeschichte sowie zur Buch- und Bibliotheksgeschichte. ISSN 1861-7271.
- Joachim M. Plotzek: Zur Geschichte der Kölner Dombibliothek. In: Glaube und Wissen im Mittelalter. Katalogbuch zur Ausstellung. München 1998, pp. 15–64  in linea. URL consultato l'11 gennaio 2024 (archiviato dall'url originale il 20 febbraio 2009).
- Manfred Thaller (a cura di) : Codices Electronici Ecclesiae Coloniensis: Eine mittelalterliche Kathedralbibliothek in digitaler Form, Göttingen 2001  online.
- Ulrike Wiedenfels: Von Offline zu Online: Wechsel des integrierten Bibliothekssystems bei der Erzbischöflichen Diözesan- und Dombibliothek Köln, erschienen in: Zeitschrift für Bibliothek, Information und Technologie Online, 6 (2003) No. 3, pp. 258–260  online.
- Heinz Finger : Die Dombibliothek zu Köln, conferenza tenuta  online. URL consultato l'11 gennaio 2024 (archiviato dall'url originale il 23 settembre 2015). in occasione della presentazione della "Digitalen Handschriftenbibliothek Köln" giovedì 31 maggio 2001
- Notker Schneider : Die Diözesanbibliothek, ein unvergleichlicher Schatz in: Vierteljahresschrift für die Freunde der Stadt Köln, 4.1988, pp. 14–17  online.
- Klaus Gereon Beuckers : Das Prachtevangeliar aus Mariengraden. Ein Meisterwerk der salischen Buchmalerei. con una prefazione di Harald Horst e un articolo di Doris Oltrogge, Quaternio, Lucerna 2018.